# تعابير الوجه

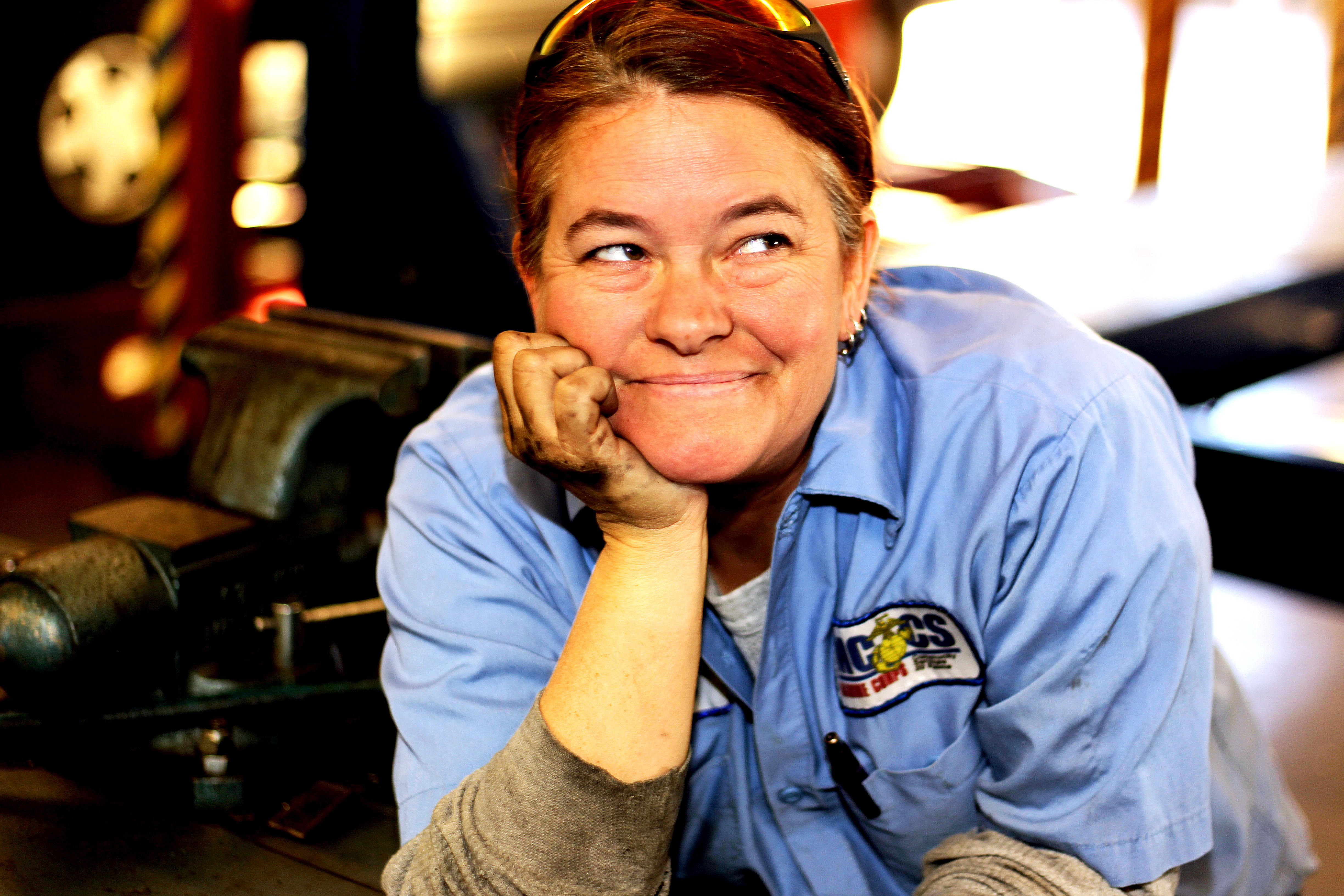
تعابير الوجه

تعابير الوجه هي حركة أو أكثر لعضلات أو جلد الوجه. هذه الحركات تقوم بالتعبير عن حالة المشاعر للفرد من قبل مراقب. تعتبر تعابير الوجه أحد أشكال التواصل اللالفظي. تعتبر تعابير الوجه أحد الوسائل الأساسية لإيصال المعلومات الاجتماعية بين البشر، لكنها أيضا تستخدم من قبل معظم الثدييات وبعض فصائل الحيوانات الأخرى. تختلف تعابير الوجه وكيفية تقبلها على حسب الثقافة والشخص المتلقي.
قد يقوم الإنسان عادة برسم تعابير الوجه بشكل إرادي، إلا أن تعابير الوجه عادة ما تكون مرتبطة بالمشاعر لذلك غالبا ما تكون غير إرادية. على عكس ذلك فإنه يعتقد بأن رسم تعبير معين على الوجه يؤدي إلى خلق الشعور المرافق لها.

## عمومية وتوارث التعابير
ذكر تشارلز داروين في كتابه تعابير ومشاعر الإنسان والحيوان، «يعبر الشباب والعجائز من مختلف الأعراق من البشر والحيوانات عن حالة النفس باستخدام ذات الحركات». حتى منتصف القرن العشرين اعتقد الكثير من علماء الإنسان بأن تعابير الوجه هي أشياء يتم تعلمها بالكامل ولذلك فهي تختلف بين الثقافات المختلفة. إلا أن دراسات أجريت مؤخرا توصلت إلى أنه هناك بعض المشاعر قد تكون عمومية مشتركة بين مختلف الثقافات.

## عضلات الوجه
تُعد تعبيرات الوجه من أحد الوسائل الضرورية للتواصل الاجتماعي بين البشر. وهي تحدث عن طريق حركة العضلات التي ترتبط مع الجلد واللِفَافَة في الوجه. فيتحرك الجلد نتيجةً لحركة العضلات، مما يؤدي إلي ظهور خطوط وطيات في الوجه مما يتسبب في حركة ملامح الوجه، كالفم والحواجب. وأيضا لدي العضلات التي تستخدم في المضغ تأثير بسيط علي تعابير الوجه.
يوجد مصدران لتعبيرات وجه الشخص في الدماغ. أولهما هو التعبير التطوعي. إذا كان الوجه طوعيًا، فإن المعلومات تنتقل من القشرة الحركية الأساسية إلى المسار الهرمي، وخاصة مسار الشريان التاجي. إذا تحركت المعلومات في هذا الاتجاه، فإن تعبيرات وجه الشخص تكون طوعية. اما عندما يكون تعبير الوجه عاطفيا فإن أصل المعلومات هو خارج الهرم، لهذا السبب تظهر العواطف علي وجه الشخص بدون وعي. وعادة ما يحدث هذا مع الأطفال قبل سن الثانية من العمر حيث تُظهر تعبيرات وجوههم مشاعر كل من الضيق والاشمئزاز والغضب والمفاجأة والخوف.

## التواصل

### التقاء العيون
تفصح عيون الإنسان عن الكثير مما يشعر أو يفكر به. حيث قد تعبر سرعة غمز العين عن الحالة العصبية للإنسان. تعتبر التقاء العيون من أهم طرق التواصل الالفظي. إلا أن لمختلف الثقافات معاني مختلفة لعملية التقاء العيون. حيث يعتبر التقاء العيون المباشر رمزا للتحدي في بعض الثقافات الآسيوية، بينما يعتبر إخفاض البصر تعبيرا عن الاحترام في ثقافات أخرى، كما أن التقاء العيون بين الرجال والنساء في الإسلام يعتبر أمرا غير محبذا، بينما يعتبر تفادي التقاء العيون في الثقافة الغربية إشارة إلى قلة الثقة بالنفس في بعض الحالات.

## حالة الوجه
يعبر الوجه عادة عن حالة الإنسان بشكل عام. على وجه الخصوص فإن تعابير خاصة مثل البسمة والتنهيدة تعبر عن حالات خاصة مثل الفرح والحزن على الترتيب. على الرغم من وجود تعابير عمومية مشتركة بين جميع البشر مثل الفرح والخوف والدهشة والحزن، فإن هناك تعابير وجهية تختلف من ثقافة إلى أخرى.

## لغة الإشارة
تستخدم تعابير الوجه للتعبير عن معاني مختلفة في لغة الإشارة. على سبيل المثال ففي لغة الإشارة الأمريكية، يعتبر رفع الحواجب مع إمالة الرأس يشير إلى طرح سؤال «هل» ذو الإجابة بنعم أو لا. بينما خفض الحواجب يشير إلى سؤال بغير ذلك من أدوات الاستفهام.

## اقرأ أيضا
- التعبير الخالي.
- غمزة العين.
- كفاءة ما بعد الاتصال.
- التواصل غير اللفظي.
- بول إيكمان.
- متلازمة موبيوس.
- إدراك العاطفة.
- العضلة الرافعة للشفة العلوية.